# Adela Rogers St. Johns

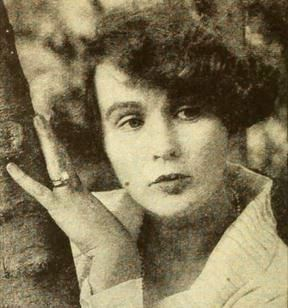
Adela Rogers St. Johns (1922)

Adela Rogers St. Johns (eigentlich Nora Adela Rogers, * 20. Mai 1894 in Los Angeles, Kalifornien; † 10. August 1988 in Arroyo Grande, Kalifornien) war eine US-amerikanische Journalistin, Schriftstellerin und Drehbuchautorin.

## Biografie
Adela Rogers’ Vater, der Anwalt Earl Rogers, war mit dem Verleger William Randolph Hearst befreundet. Mit 19 Jahren bekam sie ihre erste Anstellung als Reporterin für den San Francisco Examiner, der von Hearst herausgegeben wurde. Sie war als Mädchenreporterin bekannt, die über Verbrechen, Politik, Gesellschaft und Sport berichtete. In den frühen 1920er Jahren wechselte sie zum Magazin Photoplay und machte sich durch Interviews mit Stars einen Namen. Nebenbei verfasste sie Kurzgeschichten und Drehbücher. 1932 wurde sie für den Oscar in der Kategorie Beste Originalgeschichte für den Film What Price Hollywood? nominiert.
Charakteristisch war ihr emotionaler Stil, mit dem sie z. B. über den Boxkampf von Jack Dempsey gegen Gene Tunney 1927 berichtete. Auch ihre Reportagen über die Armut während und nach der Großen Depression und die Verhandlung gegen Bruno Richard Hauptmann, den Entführer und Mörder des Lindbergh-Babys, im Jahr 1935, blieben den Lesern im Gedächtnis. Mitte der 1930er Jahre zog sie in die US-Hauptstadt. Dort berichtete sie über das Attentat auf den Senator Huey Long 1935, die Abdankung des englischen Königs Eduard VIII. 1936 und andere große Ereignisse. Bis 1948 blieb sie als Reporterin tätig, dann wandte sie sich wieder der Schriftstellerei zu.
1962 veröffentlichte sie Final Verdict, eine Biografie ihres Vaters. Das Buch wurde 1991 verfilmt; in dem Film wird sie von Olivia Burnette dargestellt. Für ihre Verdienste wurde sie 1970 mit der Presidential Medal of Freedom, eine der beiden höchsten zivilen Auszeichnungen der USA, geehrt. Mit 82 Jahren kehrte Adela Rogers 1976 zum San Francisco Examiner zurück und berichtete über die Gerichtsverhandlung gegen Patty Hearst, die Enkelin ihres ersten Chefs.
1981 spielte Adela Rogers sich selbst in Warren Beattys Reds, einer Biografie über den Journalisten John Reed. Neben andern Autoren wie Henry Miller, Will Durant und Rebecca West trat sie als Zeitzeugin auf.
Adela Rogers St. Johns, eine Cousine zweiten Grades von Humphrey Bogart, verstarb am 10. August 1988. Auf dem Hollywood Walk of Fame hat sie einen Stern bei der Adresse 6420 Hollywood Boulevard.

## Veröffentlichte Werke
- The Skyrocket – ISBN 1-4179-4163-4; 1926 von Marshall Neilan verfilmt
- A Free Soul – 1931 unter dem Titel Der Mut zum Glück von Clarence Brown verfilmt; Remake 1953 von Richard Thorpe (Ein verwöhntes Biest)
- The Single Standard – 1929 unter dem Titel Unsichtbare Fesseln von John S. Robertson verfilmt
- First Step up Toward Heaven: Hubert Eaton and Forest Lawn
- Final Verdict – ISBN 1-163-80831-8; 1991 von Jack Fisk verfilmt
- Tell No Man
- The Honeycomb – Autobiografie
- Some are Born Great
- Love, Laughter, and Tears
- No Goodbyes: My Search into Life After Death

## Filmografie
- 1918: The Secret Code – Regie: Albert Parker
- 1925: Lady of the Night – Regie: Monta Bell
- 1925: The Red Kimono – Regie: Walter Lang
- 1927: Children of Divorce – Regie: Frank Lloyd
- 1927: Die Welt in Flammen (The Patent Leather Kid) – Regie: Alfred Santell
- 1927: Der Arizona-Tiger (The Arizona Wildcat) – Regie: Roy William Neill
- 1928: Zeit des Flieders (Lilac Time) – Regie: George Fitzmaurice
- 1929: Zarte Schultern (Scandal) – Regie: Wesley Ruggles
- 1932: What Price Hollywood? – Regie: George Cukor
- 1932: The Animal Kingdom – Regie: Edward H. Griffith
- 1934: Wo ist das Kind der Madeleine F.? (Miss Fane's Baby Is Stolen) – Regie: Alexander Hall
- 1937: Ein Stern geht auf (A Star Is Born) – Regie: William A. Wellman und Jack Conway
- 1940: I Want a Divorce – Regie: Ralph Murphy
- 1942: The Great Man's Lady – Regie: William A. Wellman
- 1946: That Brennan Girl – Regie: Alfred Santell